# Trichodesma sellata
Trichodesma sellata är en skalbaggsart som beskrevs av Horn 1894. Trichodesma sellata ingår i släktet Trichodesma och familjen trägnagare. Inga underarter finns listade i Catalogue of Life.